# Comes a Time
Comes a Time — девятый студийный альбом канадско-американского музыканта Нила Янга, выпущённый в октябре 1978 года на Reprise Records. Альбом в основном исполнен в стиле фолк- и кантри-музыки. В нём звучат вокальные гармонии в исполнении Николетт Ларсон, а также аккомпанирующие музыканты, которые играли с Янгом в альбоме Harvest. Как и в случае с Harvest, тексты многих песен альбома были навеяны личными отношениями Янга. В своих мемуарах Waging Heavy Peace Янг навал Comes a Time одним из своих лучших альбомов всех времён.

## Предыстория
После коммерческого успеха альбома 1972 года Harvest Янг, как известно, ушёл от своего публичного имиджа сентиментального автора-исполнителя и выпустил несколько альбомов, в которых присутствуют контрастирующие между собой музыкальные стили. В Comes a Time художник вновь обращается к более романтичному стилю и образу фолк-музыканта. В альбоме также присутствуют наложения инструментов и вокальных партий, а также большой состав музыкантов, что контрастирует с его типичным предпочтением записей, записанных вживую на концертах. 
В одном из интервью Янг так описывает эти перемены: «После пяти-шести альбомов, идущих в одном направлении, я почувствовал, что мне действительно стоит сделать альбом. Он получился внешним, чистым и привлекательным. Это первая моя пластинка, на которой я смотрю на публику и улыбаюсь.».

## Написание
Песни, впоследствии вошедшие в альбом Comes a Time, были написаны в течение предыдущих пяти лет для различных проектов. Янг впервые исполнил эти песни с другими рок-группами, включая CSNY, Crazy Horse и The Ducks. Тексты песен были вдохновлены различными личными событиями в жизни Янга, а также его романтическими отношениями.
Текст песни «Goin' Back» отражает чувство ностальгии по прошлому времени или месту. В своей автобиографии Янг объясняет текст так: «В этой песне есть частица меня. Она рассказывает историю... «Goin' Back» — это вроде что-то остатков 1960-х. Здесь негде остановиться, некуда пойти и нечем заняться. Вы можете отправиться куда угодно.»
«Comes a Time» датируется выступлениями Янга летом 1977 года с The Ducks. Представляя песню на концерте в следующем году, Янг рассказал, что впервые вспомнил про то, как он пел её вместе со своим сыном Зиком. В свою очередь, в песне «Look Out for My Love» представлены образы самолёта, стремящегося прилететь домой к своему партнёру, и одновременно размышляющего в своих мыслях о том, не являются ли эти отношения обузой для его партнёра. Автор-исполнитель Рэнди Ньюман приветствовал идиосинкразический текст песни: «Она не походит на песню про любовь. Это похоже на «Моя любовь, она очень тяжела. Берегись! Она в твоём районе.». Как будто она преследует»
«Lotta Love» была записана с рок-группой Crazy Horse в январе 1976 года с гитаристом Пончо Сампедро. Николетт Ларсон выпустила свою собственную запись песни в 1978 году , которая стала большим хитом. Она вспоминает, что обнаружила песню на полу грузовика Янга во время работы над альбомом American Stars 'n Bars: «Я навестила Нила на ранчо, мы ехали в пикапе и кассета лежала на полу. Я взяла кассету в руку, сдула с него пыль, вставила в плеер, и потом начала играть «Lotta Love». Я сказала: "Нил, это действительно красивая песня". Он ответил: "Хочешь — она твоя"»
«Peace of Mind» впервые была исполнена во время гастрольного тура с рок-группой Crazy Horse в 1976 году. «Human Highway» датируется 1973 годом и впервые была записана летом того же года на Гавайях группой Crosby, Stills, Nash & Young для невышедшего альбома с тем же названием.
«Already One» была написана о его отношениях с Кэрри Снодгресс и их сыном Зиком. В 2020 году Янг написал на сайте Archives, что в альбоме Comes a Time «одним из лучших треков (ИМХО) является «Already One». Эта песня и сегодня находит во мне отклик. Я написала её про Кэрри, маме Зика. Она была особенным человеком, и я до сих пор вижу и люблю её в Зике».
«Motorcycle Mama» была написана во время работы над альбомом Homegrown в январе 1975 года. За месяц до этого Янг отправился на первое свидание со своей женой Пегги Янг, на которой он впоследствии женится в 1978 году. Пегги увлекалась ездой на мотоциклах, о чём Янг поёт в своей поздней песне «Unknown Legend.
«Four Strong Winds», закрывающая альбом, является кавер-версией песни 1963 года канадского фолк-дуэта Ян и Сильвия. Ранее Янг уже исполнял эту песню с канадско-американской рок-группой The Band в документальном фильме Мартина Скорсезе Последний вальс. Песня имеет особое значение для Янга, который влюбился в неё в подростковом возрасте. Он объясняет это во время концерта 2005 года для своего фильма Heart of Gold следующим образом: 

«Когда я был ещё ребёнком в шестнадцатилетнем или семнадцатилетнем возрасте, я поехал в одно место недалеко от Виннипега, где я вырос, которое носит имя Соколиного озера. Возле него был маленький ресторанчик с музыкальным автоматом. И я часто туда ходил. Я думаю, что тогда потратил все свои деньги, проигрывая эту песню снова и снова. Это было самая красивая песня, которую я когда-либо слышал в своей жизни, и я по-прежнему не могу насладиться ей до конца.»
В автобиографии он также объясняет, что ему нравятся «песня, мелодия, всё это. В ней также есть посыл, знаете оставить всё позади. Это чувство, что что-то может не получиться. В песне есть те чувства, которые мне близки.» В своих мемуарах Special Deluxe он рассказывает о том, как эта песня глубоко тронула его, и как она побудила его попытаться передать то же самое чувство в своих собственных песнях: как она побудила его попытаться передать то же самое чувство в своих собственных песнях: 

Мне понравилась эта песня. У меня было такое ощущение, что она о моей жизни, и музыка глубоко тронула меня. Я полностью разделял песню и жил ею каждый раз, когда я прослушивал песню. Она была для меня всем. В том состоянии, когда я погрузился в эту песню, было что-то такое, что заставило меня понять, что я должен привнести то же качество в свою музыку. Я начал подпевать, громко, если был один, и тихо, если кто-то находится рядом и мог услышать меня. Я знал, что у меня высокий голос, и я мог сказать, что пою не так, как настоящие певцы, но в душе я знал, что я на самом деле пою, и это было правильно.

## Запись
Сессии над альбомом прошли в студии Triiad Studios в Форт-Лодердейле (Флорида) в сентябре 1977 года. Янг записал сольные акустические версии нескольких песен альбома Янг, часто с наложением дополнительных инструментов, которые были выполнены им самим. К песне «Pocahontas» из альбома Hitchhiker также были наложены дополнительные инструменты; позднее данная версия появилась в альбоме Rust Never Sleeps. Песня «Lost in Space» в альбоме Hawks and Doves также была записана во время этих сессий. Янг записал на этих сессиях сольный альбом под названием Oceanside/Countryside. Янг описывает процесс работы на сессиях в автобиографии Shakey: 

Я записал большую часть Comes a Time во Флориде самостоятельно, вместе с ребятами, которые основали студию звукозаписи — Triiad. Это было здорово. Я приходил после обеда, работал по три-четыре раза, а затем уходил домой. Я делал всё это в течение дня. C акустическими гитарами. Приходил, делал основу, а потом накладывал новые инструменты — самостоятельно. Накладывал акустические инструменты, пробовал всякие разные вещи. Там я делал самые разные вещи — «Lost in Space», «Pocahontas», «Human Highway», «Goin' Back». Это был тот момент, когда я думал, что наложение сработало, особенно в случае с одной песней, «Goin' Back». Изначально она была записана именно в Triiad. Я сам записал все гитарные партии, затем поехал в Нэшвилл и записал остальное, включив туда Николетт. Это одна из моих самых любимых песен. Она фанкованная. Не то чтобы она была великолепной с технической точки зрения, это да. Звуки слегка размыты. Она очень чувственна. В акустических версиях песни было также.
Когда Янг представил альбом главе лейбла Reprise Мо Остину, то Остин спросил его, не собирается ли Янг добавить ритм-треки к тому материалу, который у него уже был. Янг согласился и назначил дополнительные сессии в Нэшвилле с полной группой в ноябре 1977 года. Янг согласился и назначил дополнительные сессии в Нэшвилле с полным составом группы в ноябре 1977 года. Для сессий Янгом были набраны те же самые музыканты, которые ранне помогали Янгу с альбомами Harvest и Homegrown, включая Бена Кита, басиста Тима Драммонда и барабанщика Карла Т. Химмела. Также на сессиях альбома в качестве вокалистки присутствовала Николетт Ларсон. Ранее Янг уже сотрудничал с Ларсон в предыдущем альбоме American Stars 'n Bars. По словам архивиста и фотографа Янга Джоэла Бернштейна, «если не считать Дэнни Уиттена, Николетт пела с Нилом лучше, чем кто-либо другой. Николетт и Дэнни были двумя лучшими вокалистами, которые действительно понимали пение Янга, его душевность, а также то, что должно было дойти до слушателей. Когда вы слышите «Comes a Time» сейчас, спустя много лет, она задевает струны вашего сердца также, так и тогда, когда вы услышали её в первый раз».
В пяти песнях альбома, «Goin' Back», «Comes a Time», «Already One», «Piece of Mind» и «Four Strong Winds», принимают участие более тридцати музыкантов принимают участие более тридцати музыкантов, создавая стену звука в стиле Фила Спектора. В своих мемуарах Waging Heavy Peace Янг особенно восторженно отзывается о сессии, во время которой была записана песня «Comes a Time»: В своих мемуарах Waging Heavy Peace Янг особенно восторженно отзывается о сессии, во время которой была записана песня: 

«Песня «Comes a Time» — одна из моих любимых песен, потому что в ней чувствуется большая душа. Песня и исполнение полностью совпадают. Николетт красиво поёт. Я могу разглядеть все образы. Это запись настолько близка к идеалу, насколько я смог её записать. Карл Химмель наложил уникальный грув на барабаны, и группа участвовала в процессе. У Карла есть способность играть два грува одновременно, и я ещё никогда не слышал кого-либо ещё, кто делал бы это так хорошо, как он. Он совершенно уникален. Чак Кокран аранжировал струнную секцию. Руфус Тибоду играл на скрипке. Джей Джей Кейл играл на гитаре. Бен Кит играл на стали. Спунер Олдхам играл на фортепиано. Также в песне была секция ритм-гитары, которая была записана шестью великими гитаристами, игравших партии ритм-гитары на старых Martin.  Все играли, и это была стена звука в стиле кантри, оркестр «Унесённые ветром». Какой звук!»
В двух песнях альбома, «Look Out for My Love и «Lotta Love», которые были записаны в январе 1976 года, участвует давняя аккомпанирующая рок-группа Янга, Crazy Horse. В «Special Deluxe» Янг вспоминает о трудностях записи песни «Look Out for My Love» и рассказывает анекдот о том, как она была записана на плёнку: «Нам было очень сложно сделать всё правильно, а время всё тянулось. Было четыре или пять часов утра, а мы по-прежнему записывали песню. Наверное, кокаин поддерживал нас, когда мы уже должны были сдаться. Было четыре или пять утра, а мы всё ещё продолжали. Как раз во время вступления к песне дверь в студийную игровую комнату открылась, и Эллен Тэлбот, жена Джонни, медленно вошла и сняла джинсы, показав нам всем свою задницу. Вот это был дубль! Мы окончательно пробудились и смогли записать нужный дубль. Во время сессий были предприняты попытки записать дополнительные песни. Во время сессий были предприняты попытки записать дополнительные песни. «Pocahontas» и «Sail Away» из Rust Never Sleeps относятся к периоду сессий для данного альбома, однако песни в итоге не вошли в альбом. Личный ацетат ранней версии альбома, выставленный на продажу архивариусом рок-группы Янга Джоэлом Бернштейном, включают песни «Dance Dance Dance» и «Country Home» вместо композиций, записанных с рок-группой Crazy Horse, соответственно.

## Производство
Янг с особой ответственностью отнёсся к созданию альбома и даже выкупил первые 200 000 копий, когда выяснилось, что в них присутствует дефект мастеринга. Янг был недоволен звучанием альбома, поскольку мастер-лента была повреждена во время транспортировки в центр микширования: «Все высокие частоты пропали с моей мастер-ленты! Я не мог поверить, когда получил эти тусклые тестовые пресеты и проверил мастер-ленту. Она была каким-то образом повреждена. Я не знаю, что с ней произошло.»  В ноябре 1978 года Янг объяснил в интервью Тони Шварцу для журнала Newsweek: «В плане музыки я схожу с ума, когда что-то идёт не по плану. В звукозаписывающей компании сказали: "Хорошо, мы переделаем его, а первые 200 000 копий смешаем с остальными". Я отказался, но чтобы убедиться в их словах, я выкупил все бракованные пластинки. Люди говорят, что я псих, но это проходит. Теперь я доволен альбомом.» Наиболее распространённая на сегодняшний день версия альбома была лично смикширована Янгом с сохранённой копии оригинальной мастер-ленты. В книге «Нил и я» его отец Скотт Янг вспоминает, как он увидел выброшенные пластинки на ранчо Янга: «Каждый ящик с альбомами был прострелен из винтовки, пробив каждую пластинку, в итоге сделав их непригодными для дальнейшего использования». В интервью американскому журналу Rolling Stone в марте 2014 года Янг пояснил, что использовал выброшенные пластинки в качестве черепицы для крыши собственного сарая.

## Продвижение
В поддержку альбома Янг дал единственный концерт с музыкантами, сопровождавшими его при записи Comes a Time. Он дал гастролирующей группе название «Оркестр „Унесённые ветром“». 12 ноября 1977 года группа дала бесплатный концерт в пользу детской больницы в Музейном парке. В сет-лист концерта вошла кавер-версия песни «Sweet Home Alabama», исполненная в память о Ронни Ван Занте и других участниках группы Lynyrd Skynyrd, погибших в результате авиационной катастрофы, случившейся месяцем раннее. В книге Waging Heavy Peace Янг сетует на то, что концерт так и не был записан. Однако в итоге в Нэшвилле была записана репетиция концерта в Зале славы и музей музыкантов. Янг выражал своё желание включить это выступление в свой третий сборник из серии Archives. 
В мае 1978 года Янг выступил с акустическим сетом в пансионе Boarding House в Сан-Франциско, а осенью того же года отправился в гастрольное турне вместе с Crazy Horse. Оба концерта содержали в себе разный материал, который впоследствии был включён в его альбомы Rust Never Sleeps и Live Rust.

## Отзывы критиков
| Оценки критиков               | Оценки критиков |
| Источник                      | Оценка          |
| ----------------------------- | --------------- |
| AllMusic                      | [ 15 ]          |
| Christgau's Record Guide      | A               |
| Rolling Stone                 | [ 17 ]          |
| Spin Alternative Record Guide | 9/10            |
| Tom Hull – on the Web         | A               |

Рецензируя альбом в опросе газеты The Village Voice в октябре 1978 года, Роберт Кристгау назвал Comes a Time "tour de force" за его концепцию и музыку, с мелодиями, соперничающих с композициями альбома After the Gold Rush (1970) и звучанием, которое «почти всегда тихое, обычно с акустикой, без ударных, а также подслащённое голосом Николетт Ларсон». Отметив, что «слушатели могут задаться вопросом, почему этот тридцатидвухлетний не узнал больше о долгосрочных отношениях», Кристгау в конце концов был восхищён «свободной, добродушной уверенностью пения и игры» за то, как она «углубляет всё более вопящие гомилии, вместе с превращением здравого смысла в мудрость». Колумнист журнала Stereo Review Ноэль Коппейдж считает альбом «самой доступной, акустической и прекрасно спродюсированной пластинкой Янга со времён альбома Harvest», но вместе с тем «более приземлённой и непосредственной» по сравнению с ним, а также подчёркивающей его здоровый взгляд на обычное раздражение и разнообразные песни, выполненными в последовательном стиле. Сетуя на недостаток энергии, Коппейдж отметил, что повторное прослушивание альбома «принесёт удовольствие от текстуры и настроения, настоящих мелодий и подлинной индивидуальности, которые были вложены Янгом в собственную работу».
Сьюзан Топфер из New York Daily News отметила: «Тихая ирония любви, как она воспринимается Янгом в одной из сильнейших и наиболее поэтичных пластинок... почти превосходная работа» В свою очередь Грейл Маркус из Rolling Stone, оставшись под меньшим впечатлением от альбома, выразил своё разочарование по поводу относительной «безликости» написанных песен по сравнению с более тяжёлой музыкой в предыдущих альбомах Янга Zuma и American Stars ’n Bars.
По мнению другого колумниста Rolling Stone Майло Майлза, несмотря на то, что альбом мог показаться неуместным на волне подъёма панк-рока в 1978 году, в ретроспективе он является «наиболее безвременной и лёгкой для любви работой Янга, короткой, но безупречной». Майлз интерпретирует открывающий трек «Goin' Back» как возвращение Янга к фолк-музыке в качестве убежища от реального мира, так же как и весь альбом в целом, который предлагает слушателям «надёжное убежище в мрачные времена» с текстами о том, как «укрыться от проблем и выйти, чтобы встретить их вновь». Уильям Рулманн, рецензист музыкального сайта AllMusic, рекомендовал альбом поклонникам альбома Harvest, сказав, что «мелодии, любовная лирика, пышные аранжировки и соло стальной гитары доминируют, в то время как вокал Янга стал более доступным в паре с вокальными гармониями Николетт Ларсон Янга».
В конце 1978 года альбом Comes a Time был признан восьмым лучшим альбомом года по версии Pazz & Jop, музыкального опроса газеты The Village Voice, проводящегося ежегодно посредством голосования сотни музыкальных критиков по всей стране. Роберт Кристгау, будучи ответственным за проведение опроса, поставил его на пятое место в своём собственном списке итогов года, сопровождающем опрос.

## Список композиций
| №  | Название               | Длительность |
| -- | ---------------------- | ------------ |
| 1. | «Goin' Back»           | 2:34         |
| 2. | «Comes a Time»         | 3:05         |
| 3. | «Look Out for My Love» | 4:06         |
| 4. | «Lotta Love»           | 2:40         |
| 5. | «Peace of Mind»        | 4:06         |

| №   | Название               | Длительность |
| --- | ---------------------- | ------------ |
| 6.  | «Human Highway»        | 3:09         |
| 7.  | «Already One»          | 4:53         |
| 8.  | «Field of Opportunity» | 3:08         |
| 9.  | «Motorcycle Mama»      | 3:08         |
| 10. | «Four Strong Winds»    | 4:07         |

## Персонал
Музыканты:
- Нил Янг – акустическая гитара, гармоника, вокал, производство
- Фрэнк Сампедро[англ.] — гитара, пианино, вокал (на 3 и 4 треках)
- Билли Тэлбот[англ.] — бас-гитара, вокал (на 3 и 4 треках)
- Ральф Молина[англ.] — барабаны, вокал (на 3 и 4 треках)
- Николетт Ларсон[англ.] — вокальные гармонии[англ.] (за исключением 3 и 4 треков)
- Бен Кит[англ.] — стил-гитара
- Карл Химмель — ударные
- Тим Драммонд[англ.] — бас-гитара
- Спунер Олдхэм[англ.] — пианино
- Руфус Тибодо[англ.] — народная скрипка
- Джо, Осборн[англ.] — бас-гитара
- Ларри Лондин[англ.] — ударные
- Джей Джей Кейл — электрогитара
- Фаррэлл Моррис — перкуссия
- Рита Фэй — автоарфа

Оркестр «Gone with the Wind»:
- Бакки Барретт, Грант Боутрайт, Джонни Кристофер[англ.], Джерри Шук, Вик Джордан, Стив Гибсон, Дейл Селлерс, Рэй Эдентон[англ.] — акустические гитары
- Шелли Курленд[англ.], Стефани Вульф, Мэрвин Шэнтри, Рой Кристенсен, Гэри Вэносдэйл, Карл Городецки, Джордж Бинкли, Стивен Смит, Лэрри Харвин, Джордж Космола, Марта МакКори, Чак Коккран — струнные

Технический персонал:
- Бен Кит — производство (за исключением треков 3, 4 и 8)
- Тим Маллиган — производство (за исключением трека 7)
- Дэвид Бриггс[англ.] — производство (на треках 3 и 4)
- Тим Маллиган, Майкл Ласкоу, Дэвид МакКинли, Дэнни Хилли, Майк Портер, Денни Пурселл, Рич «Хосс» Адлер, Эрни Уинфри, Габби Гарсиа, Пол Камински — инженеры
- Эллиот Робертс — руководство
- Том Уилкс — оформление обложки
- Коли Коулман — фотограф

## Чарты
| Чарты (1978)                              | Высшая позиция |
| ----------------------------------------- | -------------- |
| Австралия (Kent Music Report)             | 6              |
| США (Billboard Top LPs & Tape)            | 7              |
| Великобритания (UK Albums Chart)          | 44             |
| Канада (RPM 100 Albums)                   | 4              |
| Финляндия (Finnish Album Charts)          | 10             |
| Франция (French Album Charts)             | 2              |
| Норвегия (VG-lista)                       | 9              |
| Новая Зеландия (New Zealand Albums Chart) | 6              |
| Нидерланды (MegaCharts Albums)            | 3              |

### Итоговые годовые чарты
| Чарт                             | Позиция |
| -------------------------------- | ------- |
| США Billboard Year End Chart     | 56      |
| Канада (Canadian Year End Chart) | 60      |

## Сертификация
| Регион | Сертификация  | Продажи  |
| --- | ------------- | -------- |
| Австралия (ARIA) | 2× Платиновый | 140 000^ |
| Франция (SNEP) | 2× Золотой    | 200 000* |
| Великобритания (BPI) | Золотой       | 100 000^ |
| США (RIAA) | Золотой       | 500 000^ |
| * Данные о продажах приведены только на основе сертификации. ^ Данные о тиражах приведены только на основе сертификации. |               |          |